# الطائر الباكر (وصف)

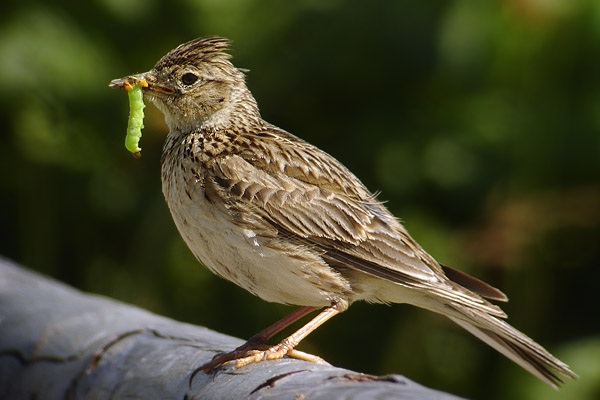
يؤخذ الاسم الإنكليزي من اسم طائر القبرة

المُبكِّر أو الفَارِط أو المُبتَكر أو الواصل مبكرًا أو الطائر الباكر هو الشخص الذي يستيقظ عادة في الصباح الباكر ويذهب إلى الفراش في وقت مبكر من المساء. يبدأ الطائر الباكر يومه مبكرًا جدًا، حيث ينام حوالي الساعة 10 مساءً، ويستيقظ الساعة 6 صباحًا أو قبل ذلك.
بومة الليل هو عكس الشخص الصباحي، حيث يميل إلى البقاء حتى وقت متأخر من الليل. استخدم الباحثون بشكل تقليدي مصطلحي الصباح والمساء لوصف هذين النمطين الظاهريين.